# 齋藤里香
齋藤 里香（さいとう りか、1983年5月23日 - ）は、日本の元女性重量挙げ選手・指導者。2008年北京オリンピック女子69kg級においてスナッチで87kgを上げ、ジャークで122kgを上げ合計270kgで入賞(第6位)した。2022年4月より日本アンチ・ドーピング機構の職員を務めている。